# 克萊維斯頓
克莱维斯顿（英語：Clewiston）是美国佛罗里达州亨德里縣下属的一座城市。建立于1925年。面积约为12.2平方公里（约合4.7平方英里）。根据2020年美國人口普查，该市有人口7,327人。论人口在本州排行第181。